# Anzonico
Anzonico is een plaats en voormalige gemeente in het Zwitserse kanton Ticino en maakt deel uit van het district Leventina.
Anzonico telt 104 inwoners.

## Geschiedenis
Op 1 april 2012 ging de Anzonico op in de gemeente Faido.